# Ellmauer Halt
Die Ellmauer Halt ist mit 2344 m ü. A. der höchste Gipfel des Gebirgsmassivs Wilder Kaiser und des gesamten Kaisergebirges (Nördliche Kalkalpen) in Tirol.

## Lage
Der Gipfel gehört zum Gebirgsteil Zentralkaiser. Nördlich schließen sich als weitere Gipfel des Haltsocks die Gamshalt und die Kleine Halt an. Dem Gipfel im Osten vorgelagert ist der Kapuzenturm, der sich von Süden als markante, alleinstehende Felsnadel zeigt. Er ist Teil des Ostgrates (Kopftörlgrat), der sich über das Kopftörl zur ostseitig gelegenen Hinteren Karlspitze hinüber zieht. Im Süden schließt sich der Kaiserkopf an, der durch die Rote-Rinn-Scharte von der Ellmauer Halt getrennt ist. Im Südwesten jenseits des tief eingeschnittenen Oberen Scharlinger Bodens befindet sich der Treffauer. Der Gipfel gehört zum Gemeindegebiet von Ellmau.

## Touristische Erschließung
Die Ellmauer Halt wurde schon im früheren 19. Jahrhundert von einheimischen Jägern und Bauern erstiegen, unter ihnen Stephan Unterrainer (Hautzensteffel), Johann Schlechter (Mallhansl) und Sebastian Tscholl (Hornpacher). Im Zuge der Triangulation wurde der Gipfel 1845 höchstwahrscheinlich mit 7330 Wiener Fuß (2317 m) gemessen. Der erste bekannte Tourist, der den Gipfel der Ellmauer Halt erreichte, war der Münchner Student Karl Hofmann, der am 29. Juni 1869 von der Wochenbrunneralm über die Rote-Rinn-Scharte von Johann Schlechter auf den Gipfel geführt wurde.
Der Münchner Steinmetzmeister und Stadtrat Karl Babenstuber initiierte die Aufstellung des ersten Gipfelkreuzes auf der Ellmauer Halt am 30. Juni 1883. Er hatte auch maßgeblichen Anteil an der Errichtung einer kleinen Schutzhütte am beengten Gipfel, die am 26. Juli 1894 eingeweiht wurde. Die später nach ihm benannte neu errichtete Babenstuberhütte befindet sich seit 1983 auf einem etwas tiefer gelegenen Ort.

## Anstiege
Stützpunkt für Klettertouren an diesem Berg ist die 1620 m hoch gelegene Gruttenhütte in der Südflanke. Ebenfalls zu erwähnen ist die unbewirtschaftete, winzige Babenstuberhütte direkt unter dem Gipfel. Dieser Unterstand mit Notunterkunft steht schon seit 1891 auf der Ellmauer Halt, ist jedoch nicht gewitterfest. Ohnehin sollte der Gipfel nur von Bergsteigern mit Trittsicherheit, Schwindelfreiheit und Klettergewandtheit bestiegen werden. Aufgrund des vielen losen Gerölls und der Beliebtheit der Ellmauer Halt besteht insbesondere am Normalweg, dem Gamsängersteig, hohe Steinschlaggefahr. Ein Helm ist daher wichtig und ein Klettersteigset ist zu empfehlen.
Auf den Gipfel führen zwei berühmte Klettersteige:
- Der Gamsängersteig von der Gruttenhütte ist der mittelschwere Normalweg (Schwierigkeit A/B und I, eine Stelle C). Schlüsselstellen sind die 74 Bügel an der Jägerwand sowie die Felsstufe unterhalb der sogenannten Maximilianstraße (Variante links durch „Schlucht“ mit überhängender Leiter, Variante rechts über schräge Platte mit Eisenbügeln). Er ist sehr gut gesichert, jedoch begehen ihn an schönen Sommertagen unzählige Bergsteiger, sodass eine hohe Steinschlaggefahr besteht. Im Aufstieg 2,5 Stunden ab Gruttenhütte. Der Einstieg befindet sich etwa 45 Minuten oberhalb der Gruttenhütte im Hochgrubachkar. Trittsicherheit und Schwindelfreiheit erforderlich; Helm, Klettersteigset und Klettergurt empfohlen.
- Der Kaiserschützensteig ist die anspruchsvollere Alternative zum Normalweg (Schwierigkeit B/C und I+, mehrere Stellen erfordern Kraftaufwand). Er ist wesentlich länger, anstrengender und klettertechnisch schwieriger als der Gamsängersteig. Außerdem ist er wesentlich spärlicher versichert und ausgesetzter (lange Passagen auch in steilem Gelände ohne Drahtseil, nur spärlich Entschärfungen durch Eisenbügel). Zudem ist ein beachtlicher Anmarsch und ein großer Höhenunterschied aus dem tiefen Kaisertal zu bewältigen. Ausgangspunkte sind das Anton-Karg-Haus und das Hans-Berger-Haus. Der Kaiserschützensteig ist landschaftlich großartig und überschreitet alle drei Gipfel des Haltstocks: Kleine Halt, Gamshalt und Ellmauer Halt, wobei Kleine Halt und Gamshalt auch umgangen werden können (jeweils Abzweig mit Stichstrecke zum Gipfel). Er bietet eindrucksvolle Ausblicke. Im Aufstieg gut 3 Stunden ab Einstieg (Oberer Scharlinger Boden) ohne Abstecher zu den Gipfeln von Kleiner Halt und Gamshalt, mit diesen Gipfeln etwa 1,5 Stunden länger. Zustieg zum Einstieg vom Hans-Berger-Haus 1,5 Stunden, alternativ von der Gruttenhütte via Rote-Rinn-Scharte in 2,5 Stunden zum Einstieg. Trittsicherheit und Schwindelfreiheit sowie Klettergeschick erforderlich, ebenso Helm, Klettersteigset und Klettergurt. Sehr gut markiert.

Daneben werden folgende Anstiege benutzt:
- Anstieg über die Rote-Rinn-Scharte. Der markierte Steig führt vom Hans-Berger-Haus über den Scharlinger Boden hinauf zur Rote-Rinn-Scharte. Kurz oberhalb dieser Einsattelung mündet der Weg in den Gamsängersteig, sodass man über ihn zur Gruttenhütte gelangt. Damit dient dieser Steig als Verbindung zwischen dem Kaisertal im Norden und der Gruttenhütte im Süden und umgekehrt. Aufgrund des steilen Gerölls vom Scharlinger Boden zur Scharte ist der Aufstieg sehr mühsam und auf den letzten Metern in die Scharte brüchig und steinschlaggefährdet. Im oberen Teil und im Übergang zum Gamssängersteig Drahtseilversicherungen und Eisenbügel zur Entschärfung der Schwierigkeiten (Schwierigkeit A/B und I).
- Der sogenannte Kopftörlgrat ist der Ostgrat der Ellmauer Halt, über ihn führt eine sehr beliebte Kletterroute (UIAA III–IV).